# 바운더리군

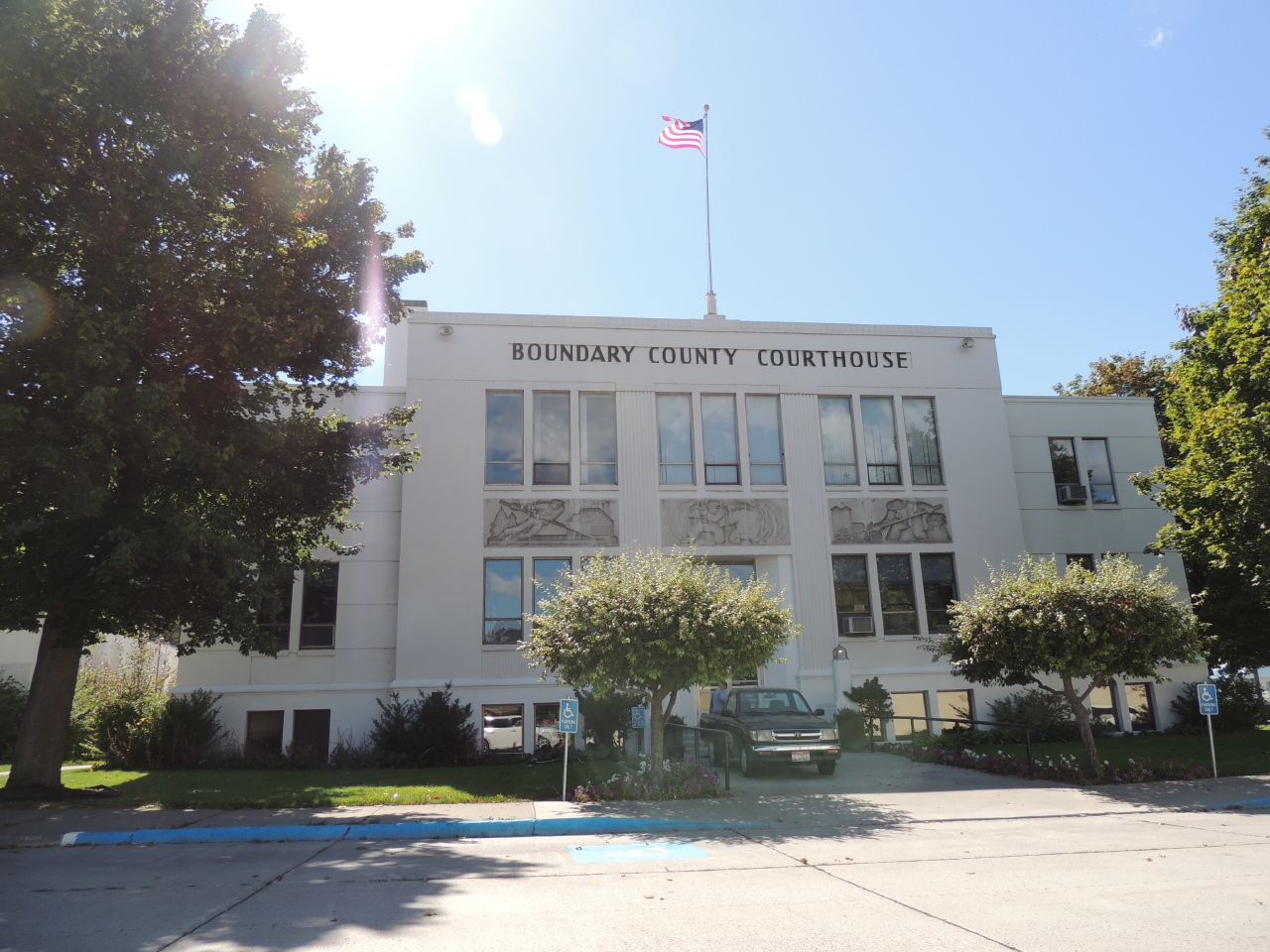
법원 청사

아이다호주의 위치

아이다호주 내에서의 위치

바운더리군 또는 바운더리 카운티(Boundary County)는 미국 아이다호주 북부 아이다호 팬핸들 지역에 위치한 군이다. 2010년 인구 조사에 따르면 이 지역의 인구 수는 총 10,972명이다. 군청 소재지이자 최대 도시는 바너스페리이다.
바운더리군은 1915년 1월 23일 아이다호 입법에 의해 창설되었다. 캐나다와 경계(바운더리)를 이루고 있어서 바운더리군이라는 이름이 붙여졌으며 아이다호주에서 국경을 맞닿는 유일한 군이기도 하다.

## 인구
| 인구조사                                                      | 인구   | Note  | %±    |
| ------------------------------------------------------------- | ------ | ----- | ----- |
| 1920년                                                        | 4,474  |       | —     |
| 1930년                                                        | 4,555  |       | 1.8%  |
| 1940년                                                        | 5,987  |       | 31.4% |
| 1950년                                                        | 5,908  |       | −1.3% |
| 1960년                                                        | 5,809  |       | −1.7% |
| 1970년                                                        | 6,371  |       | 9.7%  |
| 1980년                                                        | 7,289  |       | 14.4% |
| 1990년                                                        | 8,332  |       | 14.3% |
| 2000년                                                        | 9,871  |       | 18.5% |
| 2010년                                                        | 10,972 |       | 11.2% |
| 2018 (추산)                                                   | 11,948 | [ 3 ] | 8.9%  |
| U.S. Decennial Census 1790–1960 1900–1990 1990–2000 2010–2018 |        |       |       |